# Alegeri prezidențiale în Republica Moldova, 2011
Alegeri prezidențiale în Republica Moldova s-au desfășurat la 16 decembrie 2011. Președintele nu a fost ales deoarece opoziția comunistă a boicotat alegerile, iar cei trei transfugi de la PCRM au votat împotriva unicului candidat.
Nr. de deputați: 101

Participanți la vot: 62

Nr. de voturi valabile: 62

| Candidat    | Partid | Voturi |
| ----------- | ------ | ------ |
| Marian Lupu | PDM    | 58     |